# Syrdarja-Schaufelstör
Der Syrdarja-Schaufelstör (Pseudoscaphirhynchus fedtschenkoi) ist eine wahrscheinlich ausgestorbene Fischart aus der Familie der Störe (Acipenseridae). Er kommt endemisch im Syrdarja in Zentralasien vor.

## Merkmale

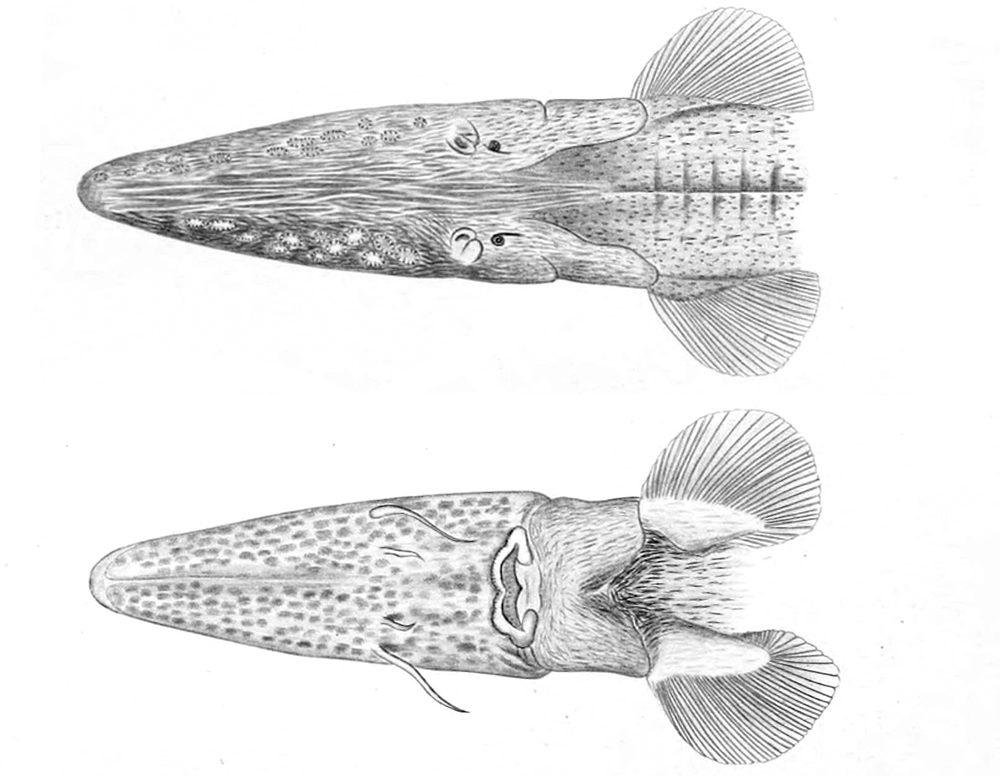
Kopf des Syrdarja-Schaufelstörs

Der Syrdarja-Schaufelstör hat wie die anderen Schaufelstöre einen spindelförmigen, vorne verbreiterten Körper mit einer breiten, flachen spatelförmigen Schnauze. Wie der Kleine Amudarja-Schaufelstör (Pseudoscaphirhynchus kaufmanni) erreicht er nur eine Körperlänge von 20,7 bis 27 Zentimetern, mit dem Filament der Schwanzflosse bis zu 36 Zentimetern. Die Schnauze trägt keine Stacheln und ist länger als bei den beiden Amudarja-Schaufelstören. Ihre Länge variiert deutlich zwischen den verschiedenen Morphen. Entlang des Körpers verlaufen die für Störe typischen fünf Reihen von Knochenschuppen, wobei diese zahlreicher sind als bei den Amudarja-Arten. Die Reihe entlang des Rückens zählt 15 bis 22 Schilde mit 4 bis 5 weiteren kleinen Schilden hinter der 30- bis 34-strahligen Rückenflosse. Die seitlichen Reihen zählen 37 bis 46 und die Bauchreihen 6 bis 11 Schilde. Die Brustflossen sind an ihrem äußeren Rand nach oben gefaltet. Die Afterflosse weist 19 bis 20 Strahlen auf, vor ihr sitzen 4 bis 5, dahinter noch einmal 1 bis 5 kleine Schilde.
Historisch konnten drei Morphen unterschieden werden. Die gewöhnliche Morphe wies eine lange Schnauze und kein Filament an der Schwanzflosse auf, die brevirostris-Morphe eine kürzere Schnauze und ein langes Filament am oberen Lappen der Schwanzflosse und die intermedia-Morphe eine mittellange Schnauze und ein mittellanges Filament.

## Vorkommen und Lebensweise

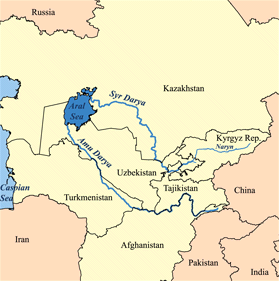
Aralsee (vor 1985) mit Amudarja und Syrdarja

Die Art kommt endemisch im Syrdarja vor und besiedelte früher die unteren und mittleren Abschnitte des Flusses. Über die Lebensweise ist fast nichts bekannt. Ausgewachsene Tiere ernähren sich überwiegend von bodenlebenden Insektenlarven. Die Laichzeit liegt im April.

## Bedrohung und Schutz
Der Syrdarja-Schaufelstör ist vor allem durch die Zerstörung seines Lebensraums bedroht. Der letzte Nachweis der Art stammt von 1960, so dass sie effektiv wahrscheinlich ausgestorben ist. Sie wird im Anhang II des Washingtoner Artenschutz-Übereinkommens und Anhang II der Bonner Konvention gelistet und in der Roten Liste der IUCN als vom Aussterben bedroht (Critically Endangered) eingeordnet.